# Az-Zib
Az-Zib (arab. الزيب) – nieistniejąca już arabska wieś, która była położona w Dystrykcie Akki w Mandacie Palestyny. Wieś została wyludniona i zniszczona podczas wojny domowej w Mandacie Palestyny, po ataku sił żydowskiej Hagany w dniu 14 maja 1948 roku.

## Położenie
Az-Zib leżała w północnej części równiny przybrzeżnej Izraela, u ujścia rzeki Keziw do Morza Śródziemnego. Wieś była położona na wysokości 25 metrów n.p.m., w odległości 13,5 kilometrów na północ od miasta Akka. Według danych z 1945 roku do wsi należały ziemie o powierzchni 1260,7 ha. We wsi mieszkało wówczas 1910 osób.
| własność gruntów | powierzchnia gruntów (hektary) |
| ---------------- | ------------------------------ |
| Arabowie         | 1243,8                         |
| Żydzi            | –                              |
| publiczne        | 16,9                           |
| Razem            | 1260,7                         |

| Rodzaj użytkowanych gruntów | Arabowie (hektary) |
| --------------------------- | ------------------ |
| uprawy nawadniane           | 198,9              |
| uprawy zbóż                 | 442,5              |
| uprawa oliwek               | 200                |
| uprawa cytrusów             | 297,2              |
| zabudowane                  | 6,2                |
| nieużytki                   | 315,9              |

## Historia
W miejscu tym pierwotnie istniał fenicki port morski Achziw. Badania archeologiczne odkryły w tym rejonie pozostałości osad ludzkich z epoki brązu (XX wiek p.n.e.), okresu perskiego (X wiek p.n.e. i hellenistycznego (III wiek p.n.e.). Główne miejsce prowadzonych wykopalisk posiada osiem odkrytych warstw. Między innymi odkryto tutaj ruiny kananejskiej świątyni z XVI wieku p.n.e. poświęconej bogini Astarte. Podczas podboju asyryjskiego w 732 roku p.n.e. miasto zostało zdobyte i spalone przez Asyryjczyków. Odkryty kamienny mur obronny o wysokości 2 metrów z V wieku p.n.e. jest dowodem, że miasto odbudowano. Wokół znaleziono pozostałości budynków oraz liczne przedmioty użytkowe i ceramikę. W okresie panowania helleńskiego, Achziw było miastem granicznym Ptolemeuszy. W wyniku kolejnych wojen przeszło pod kontrolę Seleucydów. O tym nadmorskim mieście wspomina żydowski historyk Józef Flawiusz, jest także wymieniane w żydowskich pismach rabinicznych, na przykład Midrasz Rabba Vajikra 37:4. Talmud babiloński wspomina o nim przedstawiając lokalizację Achziw w odniesieniu do historycznych granic Izraela. Prawdopodobnie podczas wojen żydowskich miasto zostało doszczętnie zniszczone. W 1970 roku odkryto kościół poświęcony św. Łazarzowi. Pochodzi on z okresu bizantyjskiego i prawdopodobnie został zniszczony przez pożar podczas najazdu perskiego w 614 roku. W okresie panowania krzyżowców powstał tutaj zamek obronny Casal Lambertie or Imbert. Pod panowaniem mameluków w miejscu tym pojawiła się arabska wieś Az-Zib.
W okresie panowania Brytyjczyków Az-Zib była dużą wsią, z istniejącą od 1882 roku szkołą podstawową dla chłopców. W dniu 10 lutego 1935 roku na południe od wsi powstała żydowska kolonia Naharijja. W nocy z 16 na 17 czerwca 1946 roku żydowski oddział Palmach podjął próbę wysadzenia mostu kolejowego i drogowego przy Az-Zib. Żydowscy żołnierze zostali jednak dostrzeżeni i ostrzelani przez Brytyjczyków zanim zdołali podłożyć ładunki wybuchowe. Operacja nie powiodła się, a Żydzi utracili 14 zabitych i 5 rannych. Wydarzenie to upamiętnia pomnik.
Przyjęta 29 listopada 1947 roku Rezolucja Zgromadzenia Ogólnego ONZ nr 181 przyznała te tereny państwu arabskiemu. Podczas wojny domowej w Mandacie Palestyny, w dniu 14 maja 1948 roku siły żydowskiej Hagany zajęły tutejszą arabską wieś Az-Zib. Jej mieszkańcy uciekli na północ do Libanu. Większość domów wyburzono.

## Miejsce obecnie
Teren wioski Az-Zib zajmuje Park Narodowy Achziw, natomiast pola uprawne zajęły utworzone w 1949 roku kibuc Geszer ha-Ziw i Sa’ar, oraz moszaw Liman. Palestyński historyk Walid Chalidi, tak opisał pozostałości wioski Az-Zib: „Wszystko co pozostało ze wsi to meczet, który został odnowiony dla potrzeb turystyki, dom Mukhtara (sołtysa), Husajna i Ataja, który teraz jest muzeum. Dom jest stosunkowo duży, wykonany z muru. Kamienny maczet ma kopułę i duży zdobiony łuk na frontowej elewacji”.